# スプーンおばさん (アニメ)
『スプーンおばさん』は、1983年4月4日から1984年3月9日まで、NHK総合テレビジョンで放映されたテレビアニメ。
原作は、ノルウェーの児童文学作家アルフ・プリョイセンによる童話シリーズ Teskjekjerringa （「ティースプーンおばあさん」、英: teaspoon ladyの意）。この原作は英語圏では Mrs. Pepper Pot のタイトルで出版されており、『胡椒瓶おばさん』と紹介されることもある。
放送時間は月曜日から金曜日までの17:50 - 18:00（帯番組）で、1話の時間はオープニングやエンディングを含めて10分。全130話。

## キャラクター

### 人間
スプーン・ビヨルン（スプーンおばさん）
声 - 瀬能礼子
主人公。いつもスプーンを首にかけており、周囲からはスプーンおばさんと呼ばれている。突然小さくなり、また突然元に戻ってしまう特異体質の持ち主。小さくなったときは動物と会話ができる。明るくさばさばした性格で、小さくなってもほとんど動じず、自分のペースで小さくなったことを生かし、困難を乗り越えたり困っている人を陰で仲間たちや動物たちと力を合わせ助けたりする。しかし予期せぬときに小さくなることが多いため、本人も困っている。「あら、あらあらあらあら、まあ〜こんなときに限って」が小さくなった時の毎回の口癖。小さくなる時は衣服もそれに合わせて小さくなるが、スプーンだけは元の大きさを保っているため、背負うように身につける。
ポット・ビヨルン（ご亭主）
声 - 八奈見乗児
スプーンおばさんの夫。職業はペンキ屋。悪い人ではないが、やや短気で頑固。また動物が嫌いであり、たびたびおばさんとは対立する。内心はおばさんのことはかけがえのない存在で大事に思っており、物語後半でおばさんの秘密を知ることになる。おばさんのことは「スプーン」と呼び捨てで呼ぶ。
ルウリィ
声 - 島本須美
森に住む不思議な少女。おばさんと大の仲良し。おばさんの秘密を最初から知っていた。車より速く走る、一瞬で消えるなど、不思議な力を持っており、人間ではないことを示唆するような描写があるが、どんな存在であるか明言されてはいない。また動物が好きで、いつもミンクのルウを首に巻いている。8歳。アニメオリジナルキャラクターで、名前は放映に先駆けて行われた公募により決定した。
バケット
声 - 井上瑤
近所に住む悪戯っ子3人組の1人。活発で好奇心旺盛な性格で、グループのリーダー格。
リトルボン
声 - 横沢啓子
悪戯っ子の1人。雑貨屋の息子。メガネをかけていて頭脳的で、言葉遣いも丁寧。
作中で「アルフ」という偽名を名乗るシーンがあることから、作中に登場する作者自身の姿と考えられている。
キャパ
声 - 丸山裕子
同じく悪戯っ子の1人。おっちょこちょいな性格だが、優しい心の持ち主。
パセリ
声 - 大和田りつ子
近所に住む少女でチップの姉。顔にそばかすがある。3人組とは仲が良いが、悪戯をおばさんにいいつけることも。
チップ
声 - TARAKO
パセリの弟。よく泣く。
ヤン
声 - 井上和彦
郵便屋の若者。パリに留学している幼馴染みのオリリンが好きだが、妄想癖があっていつも空回りしている。
プリョイセン先生
声 - 井上和彦
医者。なぜか注射が大好きで、すぐに悪戯っ子3人組に対して注射をしようとする。
カール・ベーコン
声 - 郷里大輔
木こり。
サーラ・ベーコン
声 - 井上瑤
カールの妻。

### 動物
ブービィ
声 - 郷里大輔
おばさんの家の犬。体色は白。のんびりした性格でなまけものだが、その気になれば力は強い。
ゴローニャ
声 - 千葉繁
おばさんの家のネコで体色は紫。よくおばさんにゴマスリをする。ナルシストで、しゃべりは女性的な口調。
トンガル
声 - 山田礼子
おばさんの家のニワトリ。何かと文句が多い。パー（声 - 横沢啓子）とピー（声 - 井上瑤）という子どもがいる。
ビヨンハルケン
声 - 玄田哲章
バイキング船に乗っていたネズミの子孫。おばさんの家に一家で住んでいる。おばさんと仲良くなり、先祖にまつわる宝をあげたことも。誇り高い性格。
ウンセント
声 - 山田礼子
ビヨンハルケンの妻であり、ネズミ一家の奥さん。夫婦にはダン（声 - 大和田りつ子）、ヂン（声 - 横沢啓子）、ヅン（声優 - 花咲きよみ）、デン（声 - 島本須美）、ドン（声 - TARAKO）という五つ子がおり、それぞれ縫い針の剣とボタンの盾を持っている。
ルウ
声 - 横沢啓子
ルウリィのペットのミンク。おとなしい性格。
アプアプ
声 - 千葉繁
蜂。情報屋だが、おばさんからの信頼は薄い。
オリーナ
声 - 平映子
カラス。おばさんからいつも餌をもらっており、空を飛べることを活かして協力する。
ミッケル
声 - 緒方賢一、島田敏
森に住むキツネ。悪役的な役回りも担うが、間抜けな性格。
キングジョー
声 - 郷里大輔
狼。老齢な上、実は臆病なのでいつも獲物にありつけず、痩せている。

## スタッフ
- チーフディレクター：早川啓二
- 補佐：長谷川康雄
- 企画：古岡滉（当時の学研社長）
- プロデューサー：原正次、神保まつえ、森島恒行
- NHK担当プロデューサー:丹泰彦
- アニメーションプロデューサー：伏川政明
- 文芸担当：馬場民子・坂本雄作
- キャラクターデザイン、オープニング・エンディングアニメーション：南家こうじ
- 総作画監督：古瀬登・山内昇寿郎
- 美術監督：中村光毅
- 撮影監督：若菜章夫
- 撮影：スタジオぎゃろっぷ
- 音楽監督：あかのたちお
- 音楽制作：ビクター音楽産業（現・ビクターエンタテインメント〈二代目〉[4]）
- 録音監督：斯波重治
- 効果：石田秀憲
- 調整：桑原邦男
- 録音スタジオ：新坂スタジオ
- 編集：森田清次、宮内季美子
- 現像：東京現像所
- タイトルデザイン：杉澤英樹
- 制作担当：平井寛（鈴木五郎）、金子泰夫
- 制作デスク：坂口建次
- 設定進行：伯耆原深幸、川崎智子
- アニメーション制作：スタジオぴえろ
- 製作：学研
- 企画・制作：NHK（※再放送はノンクレジット）

## 主題歌
オープニングテーマ - 夢色のスプーン
作詞 - 松本隆 / 作曲 - 筒美京平 / 編曲 - 川村栄二 / 歌 - 飯島真理
オープニングでは、映像に合わせて途中にベルの音が入る。
エンディングテーマ - リンゴの森の子猫たち
作詞 - 松本隆 / 作曲 - 筒美京平 / 編曲 - 川村栄二 / 歌 - 飯島真理
※入手可能なCDはオムニバスの『ニルスのふしぎな旅/スプーンおばさん』（VICL-60427）、飯島真理『CD FILE』（VDR-25033）、『flying DOG コレクション テーマソング・アーカイブ 80’s PartI』、松本隆『新・風街図鑑』

## 各話リスト
全てが新作ではなく、後半には再放送が時々入るようになり、最終回は再放送のみとなっていた。こうしたオンエア形態は、『コラルの探検』『バーバパパ』など帯番組アニメによく見られる。
| 話数 | サブタイトル                 | 脚本                | コンテ     | 演出       | 作画監督            |
| ---- | ---------------------------- | ------------------- | ---------- | ---------- | ------------------- |
| 1    | あらら小さくなっちゃった     | 馬場民子            | 早川啓二   | 早川啓二   | 山内昇寿郎 三原武憲 |
| 2    | なくなったぼうし             | 照沼まりえ          | 長谷川康雄 | 長谷川康雄 | 古瀬登 千葉順三     |
| 3    | ドッキリいちごとり           | あけどようこ        | 矢沢則夫   | 佐藤博暉   | 近藤宏幸 松崎郁江   |
| 4    | ハチャメチャペンキぬり       | 十品薫              | 立場良     | 網野哲郎   | 昆進之介            |
| 5    | こんにちは森の女の子         | なかはらまき        | 平田敏夫   | 早川啓二   | 平田敏夫            |
| 6    | 子ウサギいたずら作戦         | 馬場民子            | 早川啓二   | 早川啓二   | 阿部司              |
| 7    | おもちゃの大スター           | 十品薫              | 野田作樹   | 長谷川康雄 | 山崎隆生            |
| 8    | バイキングとの対決           | なかはらまき        | 野田作樹   | 吉田健次郎 | 藤原万秀            |
| 9    | 忘れん坊バケット             | 坂本雄作            | 矢沢則夫   | 長谷川康雄 | 吉原彰雄            |
| 10   | 赤ちゃんとデート             | 高木良子            | 山田まや   | 佐藤博暉   | 平村文男            |
| 11   | ルウリィの誕生日             | 坂本雄作            | 野田作樹   | 長谷川康雄 | 古瀬登 石井邦幸     |
| 12   | ミッケルのさいなん           | 坂本雄作            | 長谷川康雄 | 網野哲郎   | 昆進之介            |
| 13   | ナイスデーはハート型         | 富田義明            | 矢沢則夫   | 佐藤博暉   | 白川忠志            |
| 14   | ふしぎオルガンの名演奏       | 十品薫              | 吉田健次郎 | 吉田健次郎 | 岸義之              |
| 15   | もくげき者がいた             | 松島利明            | 出﨑哲     | 橋本直人   | 小和田良博          |
| 16   | べんりな宝もの               | 富田義明            | 出﨑哲     | 橋本直人   | 小和田良博          |
| 17   | かいぶつゲントウダー         | 照沼まりえ          | 矢沢則夫   | 長谷川康雄 | 朝倉隆              |
| 18   | トンガルがかえしたタマゴ     | 十品薫              | 佐藤博暉   | 佐藤博暉   | 小川博司            |
| 19   | モミの木に手を出すな         | 高木良子            | 木暮輝夫   | 吉田健次郎 | 木暮輝夫            |
| 20   | 女王さまもいいもんだ         | 朝倉千筆            | 野田作樹   | 長谷川康雄 | 三原武憲 山内昇寿郎 |
| 21   | モナリザってすてき           | 馬場民子            | 橋本直人   | 橋本直人   | 小和田良博          |
| 22   | ビーバー消防隊               | 坂本雄作            | 網野哲郎   | 網野哲郎   | 昆進之介            |
| 23   | ペアーでダンスを             | 松島利明            | 佐藤博暉   | 佐藤博暉   | 朝倉隆              |
| 24   | クモのさいばん               | 松岡志奈            | 古沢日出夫 | 古沢日出夫 | 広瀬和子            |
| 25   | いじわるご亭主               | 朝倉千筆            | 矢沢則夫   | 長谷川康雄 | 石井邦幸            |
| 26   | やまねこピュータロー         | 高木良子            | 斉藤宏治   | 長谷川康雄 | 古瀬登              |
| 27   | あわてかくれんぼ             | 十品薫              | 出崎哲     | 橋本直人   | 藤原万秀            |
| 28   | あこがれ海ぞく船             | 高木良子            | 益田津和   | 佐藤博暉   | 山本明              |
| 29   | おお当り!お天気占い          | 坂本雄作            | 野田作樹   | 野田作樹   | 山内昇寿郎          |
| 30   | しんせつ怪じゅうカーポ       | 坂本雄作            | 矢沢則夫   | 矢沢則夫   | 阿部司              |
| 31   | びしょぬれゆうびん屋         | 富田義明            | 遠藤克己   | 吉田健次郎 | 小和田良博 山岸博   |
| 32   | らくらくせんたく機           | 富田義明            | 吉田健次郎 | 吉田健次郎 | 岸義之              |
| 33   | しかえし水でっぽう           | 出口勝              | 網野哲郎   | 網野哲郎   | 昆進之介            |
| 34   | ふくろうときょうだい         | 松岡志奈            | 佐藤博暉   | 佐藤博暉   | 朝倉隆              |
| 35   | コロンコロン松ぼっくり       | 富田義明            | 小和田良博 | 橋本直人   | 小和田良博          |
| 36   | あっちこっち鬼ごっこ         | 朝倉千筆            | 木暮輝夫   | 吉田健次郎 | 木暮輝夫            |
| 37   | ハンバーグへ大ジャンプ       | 坂本雄作            | 矢沢則夫   | 長谷川康雄 | 阿部司              |
| 38   | 船のりアルフは見た!          | 坂本雄作            | 木暮輝夫   | 吉田健次郎 | 木暮輝夫            |
| 39   | 目ざまし大そうどう           | 桜井正明            | 網野哲郎   | 網野哲郎   | 昆進之介            |
| 40   | ピンチ!空中せんそう          | 海老沼三郎          | 橋本直人   | 佐藤博暉   | 朝倉隆              |
| 41   | とんでもニューファッション   | 馬場民子            | 佐藤博暉   | 佐藤博暉   | 小川博司            |
| 42   | 思い出ショートカット         | 馬場民子            | 出崎哲     | 橋本直人   | 小和田良博          |
| 43   | 名犬ブービィ                 | 坂本雄作            | 立場良     | 長谷川康雄 | 古瀬登              |
| 44   | ゴローニャの屋根裏サーカス   | 照沼まりえ          | 遠藤克己   | 吉田健次郎 | 広瀬和子            |
| 45   | フロッガーすいえい教室       | 馬場民子            | 早川啓二   | 早川啓二   | 山内昇寿郎          |
| 46   | ルウのしんぱい旅行           | 小出一巳            | 矢沢則夫   | 立場良     | 山内昇寿郎          |
| 47   | 海を見たドン                 | 坂本雄作            | 家本泰     | 佐藤博暉   | 朝倉隆              |
| 48   | まちがいラブレター           | 高木良子            | 矢沢則夫   | 長谷川康雄 | 土橋博              |
| 49   | 大もの魚つり                 | 松島利明            | 吉田健次郎 | 吉田健次郎 | 藤原万秀            |
| 50   | ちえくらべ宝さがし           | 高木良子            | 昆進之介   | 網野哲郎   | 昆進之介            |
| 51   | ブービィの身がわり術         | 馬場民子            | 藤原良二   | 吉田健次郎 | 岸義之              |
| 52   | とんだヒコーキ大成功         | 出口勝              | 矢沢則夫   | 早川啓二   | 古瀬登              |
| 53   | 海の歌がきこえる             | 小出一巳            | 佐藤博暉   | 佐藤博暉   | 白川忠志            |
| 54   | くたびれドライブ             | 押井守              | 押井守     | 長谷川康雄 | 山内昇寿郎          |
| 55   | 気まま名馬チャールズ         | 富田義明            | 八敷哲夫   | 佐藤博暉   | 朝倉隆              |
| 56   | へんそうひつじ番             | 宮本昌孝            | 八敷哲夫   | 佐藤博暉   | 赤堀幹治            |
| 57   | ゴローニャのラブ・ストーリー | 坂本雄作            | 小和田良博 | 橋本直人   | 若山佳幸            |
| 58   | ご亭主のにがてにんじん       | 川崎智子            | 佐藤博暉   | 佐藤博暉   | 朝倉隆              |
| 59   | 森の王子コンテスト           | 小出一巳            | 家本泰     | 佐藤博暉   | 赤堀幹治            |
| 60   | チップは森の王子さま         | 小出一巳            | 立場良     | 立場良     | 阿部司              |
| 61   | ルウリィのホカホカ料理       | 出口勝              | 矢沢則夫   | 長谷川康雄 | 古瀬登              |
| 62   | 子ねずみスーイスイ作戦       | 田部俊行            | 矢沢則夫   | 早川啓二   | 山内昇寿郎          |
| 63   | かえるのおしゃれ体操         | 高木良子            | 網野哲郎   | 網野哲郎   | 昆進之介            |
| 64   | おかしな結婚記念日           | 朝倉千筆            | 木暮輝夫   | 吉田健次郎 | 木暮輝夫            |
| 65   | 大好きゆうかい犯             | 朝倉千筆            | 矢沢則夫   | 早川啓二   | 丹内司              |
| 66   | あけてびっくりご用心!        | 海老沼三郎 坂本雄作 | 佐藤博暉   | 佐藤博暉   | 朝倉隆              |
| 67   | 消えた宇宙人                 | 桜井正明            | 吉田健次郎 | 吉田健次郎 | 広瀬和子            |
| 68   | ニアミス・パイロット         | 桜井正明            | 矢沢則夫   | 早川啓二   | 古瀬登              |
| 69   | 空を飛べ!パーとピー          | 宮本昌孝            | 阿部司     | 長谷川康雄 | 阿部司              |
| 70   | 風船おいかけっこ             | 桜井正明            | 立場良     | 網野哲郎   | 大坂竹志            |
| 71   | うっかりご亭主のプレゼント   | 桜井正明            | 藤原良二   | 吉田健次郎 | 藤原万秀            |
| 72   | やさしいライオン使い         | 坂本雄作            | 八敷哲夫   | 佐藤博暉   | 朝倉隆              |
| 73   | ラブラブ腹話術               | 坂本雄作            | 昆進之介   | 網野哲郎   | 昆進之介            |
| 74   | 雪だるまスキー学校           | 宮本昌孝            | 伊藤幸松   | 網野哲郎   | 大坂竹志            |
| 75   | ドンの家出                   | 富田義明            | 長谷川康雄 | 長谷川康雄 | 山内昇寿郎          |
| 76   | ご亭主びっくり大ぎょうてん   | 小出一巳            | 立場良     | 立場良     | 小和田良博          |
| 77   | ミッケルの失敗               | 桜井正明            | 立場良     | 吉田健次郎 | 木暮輝夫            |
| 78   | のら猫ジャックの子守り歌     | 田部俊行            | 立場良     | 立場良     | 古瀬登              |
| 79   | 秘密をさぐれ                 | 今泉俊昭            | 八敷哲夫   | 佐藤博暉   | 朝倉隆              |
| 80   | となかいロキの大ぼうけん     | 宮本昌孝            | 家本泰     | 佐藤博暉   | 白川忠志            |
| 81   | ご亭主のなやみ               | 今泉俊昭            | 北原健雄   | 佐藤博暉   | 北原健雄            |
| 82   | おみまいゲキタイ術           | 川崎智子            | 遠藤克己   | 吉田健次郎 | 岸義之              |
| 83   | プリョイセンは好敵手         | 宮本昌孝            | 網野哲郎   | 網野哲郎   | 昆進之介            |
| 84   | ようこそワンパク小屋へ       | 海老沼三郎          | 早川啓二   | 早川啓二   | 阿部司              |
| 85   | はらはらショッピング         | 案納正美            | 案納正美   | 長谷川康雄 | 丹内司              |
| 86   | こりごりゆうれい屋敷         | 坂本雄作            | 吉田健次郎 | 吉田健次郎 | 藤原万秀            |
| 87   | ルウリィのナイス・キック     | まるおけいこ        | 佐藤博暉   | 佐藤博暉   | 朝倉隆              |
| 88   | ふしぎめがねで何を見た       | 川崎智子            | 伊藤幸松   | 網野哲郎   | 大坂竹志            |
| 89   | 人形つかいルウリィ           | 坂本雄作            | 矢沢則夫   | 長谷川康雄 | 山内昇寿郎          |
| 90   | あこがれさすらい旅行         | 宮本昌孝            | 遠藤克己   | 吉田健次郎 | 広瀬和子            |
| 91   | 子ねずみじんとりがっせん     | 十品薫              | 山本明     | 佐藤博暉   | 朝倉隆              |
| 92   | おばけのしかえし             | 川崎智子            | 八敷哲夫   | 佐藤博暉   | 朝倉隆              |
| 93   | カメラでバッチリ!魔法使い    | 今泉俊昭            | 網野哲郎   | 網野哲郎   | 昆進之介            |
| 94   | たのまれた贈り物             | 小出一巳            | 立場良     | 早川啓二   | 山内昇寿郎          |
| 95   | 流れ星をさがせ               | 高木良子            | 長谷川康雄 | 長谷川康雄 | 古瀬登              |
| 96   | チンプンカンプンまちがい伝言 | 坂本雄作            | 藤原良二   | 吉田健次郎 | 岸義之              |
| 97   | たたかえ!バイキング          | 杉原恵              | 佐藤博暉   | 佐藤博暉   | 朝倉隆              |
| 98   | スケートは楽し               | 川崎智子            | 伊藤幸松   | 網野哲郎   | 大坂竹志            |
| 99   | むし歯に泣いたバケット       | 今泉俊昭            | 矢沢則夫   | 長谷川康雄 | 小和田良博          |
| 100  | パーとピーの大ぼうけん       | 今泉俊昭            | 阿部司     | 早川啓二   | 阿部司              |
| 101  | おとしものに手を出すな       | 十品薫              | 木暮輝夫   | 吉田健次郎 | 木暮輝夫            |
| 102  | 子ねずみさまのお通りだ       | 宮本昌孝            | 八敷哲夫   | 佐藤博暉   | 朝倉隆              |
| 103  | 虹のすべりだい               | 桜井正明            | 昆進之介   | 網野哲郎   | 昆進之介            |
| 104  | がらくた自動車レース         | 宮本昌孝            | 家本泰     | 長谷川康雄 | 白川忠志            |
| 105  | パーティは大さわぎ           | 宮本昌孝            | 矢沢則夫   | 長谷川康雄 | 古瀬登              |
| 106  | らくがきにご用心             | 川崎智子            | 阿部司     | 長谷川康雄 | 阿部司              |
| 107  | ねらわれた魔法のスプーン     | 桜井正明            | 伊藤幸松   | 網野哲郎   | 大坂竹志            |
| 108  | ひとりぼっちじゃつまらない   | 十品薫              | 吉田健次郎 | 吉田健次郎 | 広瀬和子            |
| 109  | おお忙しエプロンご亭主       | まるおけいこ        | 藤原良二   | 吉田健次郎 | 藤原万秀            |
| 110  | かえってきた宝のつぼ         | 高木良子            | 玉野陽美   | 早川啓二   | 山内昇寿郎          |
| 111  | ぶくぶく船あそび             | 高木良子            | 矢沢則夫   | 早川啓二   | 山内昇寿郎          |
| 112  | もてもてダンスパーティ       | 坂本雄作            | 佐藤博暉   | 佐藤博暉   | 朝倉隆              |
| 113  | 売られたトンガル             | 十品薫              | 網野哲郎   | 網野哲郎   | 昆進之介            |
| 114  | えりまきになったミッケル     | 高木良子            | 長谷川康雄 | 長谷川康雄 | 丹内司              |
| 115  | ルウリィSOS                  | 杉原恵              | 矢沢則夫   | 早川啓二   | 阿部司              |
| 116  | 勝負は、まったなし           | 宮本昌孝            | 吉田健次郎 | 吉田健次郎 | 岸義之              |
| 117  | とんでけ風ぐるま             | 高木良子            | 北原健雄   | 佐藤博暉   | 鈴木寿美            |
| 118  | おあずけ旅行                 | 高木良子            | 北原健雄   | 佐藤博暉   | 鈴木寿美            |
| 119  | ありがとうキャパ             | 今泉俊昭            | 伊藤幸松   | 網野哲郎   | 大坂竹志            |
| 120  | ガンバレ!よわむし子リス      | 高木良子            | 橋本直人   | 長谷川康雄 | 古瀬登              |
| 121  | ひとりぼっちの運動会         | 川崎智子            | 遠藤克己   | 吉田健次郎 | 藤原万秀            |
| 122  | とんだアプアプじょうほう     | まるおけいこ        | 佐藤博暉   | 佐藤博暉   | 朝倉隆              |
| 123  | べんりなシーソーゲーム       | 川崎智子            | 古瀬登     | 早川啓二   | 古瀬登              |
| 124  | 変身!はりきりブービィ        | 今泉俊昭            | 網野哲郎   | 網野哲郎   | 昆進之介            |
| 125  | わんぱく挑戦じょう           | 杉原恵              | 矢沢則夫   | 長谷川康雄 | 小和田良博          |
| 126  | はらぺこキングジョー         | 宮本昌孝            | 長谷川康雄 | 長谷川康雄 | 山内昇寿郎          |
| 127  | あめの日は傘にのって         | 坂本雄作            | 矢沢則夫   | 長谷川康雄 | 阿部司              |
| 128  | ゆびぶえをふけ!ルウリィ      | 桜井正明            | 木暮輝夫   | 吉田健次郎 | 木暮輝夫            |
| 129  | あらしを行くバイキング船     | 十品薫              | 家本泰     | 佐藤博暉   | 朝倉隆              |
| 130  | がんこご亭主おおあばれ       | 川崎智子            | 早川啓二   | 早川啓二   | 丹内司              |

## 外国語版放送
- 英語圏： Mrs. Pepperpot
- ドイツ：Frau Pfeffertopf
- ポーランド：Pani Łyżeczka
- 韓国：호호 아줌마 - ホホ・アジュンマ（擬声語〈ホホ〉・おばさん）
- イラン︰خاله ریزه و قاشق سحرآمیز (小さなおばさんと魔法のスプーン)
- イタリア：Lo strano mondo di Minù
- オランダ語：Vrouwtje Theelepel

## 備考
- エンディング曲の「リンゴの森の子猫たち」は、『みんなのうた』でも放送された[5]。間奏を短縮した以外はほぼフルコーラスで放送され、映像はスプーンおばさんとルウリィが登場したアニメーションが新規に作成されていた。また、1984年にテーカン（現コーエーテクモホールディングス）から発売のアーケードゲーム『ボンジャック』のBGMに使用されていた[6]。

## デジタルリマスター版
- 2010年4月よりCS放送局キッズステーションにて本作のリマスター版が放送。ただし一部の映像はリマスター化されていない。
  - 2011年10月 - 12月に千葉テレビ放送で、平日夕方の帯番組として放送。
  - 2013年4月 - 6月にとちぎテレビで、平日朝の帯番組として放送[7]。
  - 2013年10月22日からはTOKYO MXで毎週火曜日に放送開始した[8]。
  - 2014年2月10日からはAT-Xで放送された[9]。
  - 2015年4月6日から半年間、テレビ大阪の月曜から金曜の帯番組朝のこども劇場（17分枠）で放送。2020年2月17日からは再放送の形で3月27日まで放送。
- 30分枠版は2011年より独立局で放送。1回3話構成。エンディング映像では左上に放送回のサブタイトルを、ピンク枠には主要スタッフとキャストを表示。3話連続放送のため、キャストは瀬能や八奈見などが3回登場することになる。特に瀬能や八奈見および一部の役者は担当役が表記されていない。

## 関連書籍

### 漫画
スプーンおばさん
原作：アルフ=プリョイセン、製作：スタジオぴえろ、絵：瀬利文子、発行：学研（GKコミックス）。全3巻。
アニメのコミカライズ作品。

### 絵本
アニメ版スプーンおばさんシリーズ
原作：プリョイセン、文：塩野米松、絵：山崎隆生、発行：学研プラス。
- やさしいスプーンおばさん
  - 1999年12月2日発売。

- ゆかいなスプーンおばさん
  - 1999年12月2日発売。

- がんばるスプーンおばさん
  - 1999年12月2日発売。

スプーンおばさんのお料理絵本
原作：アルフ・プリョイセン、文：田中史子、株田馨、文：伊藤良子、料理：里見陽子、発行：学研プラス。
- お菓子編
  - 2002年10月7日発売。

- パーティー編
  - 2003年5月29日発売。

- 料理編
  - 2002年12月19日発売。

スプーンおばさんシリーズ 全9巻
発行：学研プラス。
上記の絵本6冊に、翻訳版スプーンおばさんシリーズ3冊（『小さなスプーンおばさん』、『スプーンおばさんのぼうけん』、『スプーンおばさんのゆかいな旅』）を加えたセット。2004年2月22日発売。